# Виктор Дениран
Виктор Очуко Дениран (на английски: Viktor Deniran) e футболист (защитник), роден на 27 май 1990 в Лагос Нигерия. Виктор е брат на друг футболист, Дениран Ортега.

## Кариера
Първи клуб – НФА Академи Лагос.
През сезон 2008/2009 играе за ПФК Славия. Играе в 13 мача (1140 минути), има 2 вкарани гола и получава 3 жълти картона.
През сезон 2009/2010 играе за Спортист (Своге). Играе в 20 мача (1579 минути), получава 2 жълти и 1 жълти картон.
През сезон 2010/2011 играе за ПФК Славия. Играе в 22 мача (1776 минути). Отбелязва си и 1 автогол

През сезон 2011/2012 играе за Ботев Враца.